# 张竞强
张竞强（1951年—），男，汉族，辽宁葫芦岛人，中华人民共和国政治人物，中国共产党党员，第十一届全国人民代表大会辽宁地区代表。

## 生平
早年毕业于东北师范大学政治经济专业。2005年，担任葫芦岛市人民政府市长。次年，担任铁岭市人民政府市长。2008年当选为第十一届全国人大代表。